# Río Grande (Limarí)
El río Grande es un curso de agua que fluye en la Región de Coquimbo desde la Cordillera de los Andes hasta su confluencia con el río Hurtado donde da vida al río Limarí.

## Trayecto
El Grande nace entre las laderas del paso fronterizo La Laguna y drena una parte importante del lado oeste de la cordillera. Fluye hacia el NO por unos 115 km. Bordea por el norte la ciudad de Monte Patria y los poblados de Carén y Tulahuén, entre otros.
Durante su recorrido recibe por la izquierda los ríos Tascadero y Torca y por su derecha los ríos Colorado, Carachas, Mostazal, Rapel y Ponio (o Campanario). El río Mostazal drena la cordillera alta. En su fase media, ya en el área de inundación del embalse La Paloma, recibe al río Guatulame, llegado desde el sur y que es su más importante tributario. Tras el embalse continúa hacia el NO hasta su confluencia con el río Hurtado, que es el nacimiento del río Limarí.

## Caudal y régimen
La hoya de los ríos Grande, Mostazal, Tascadero, Guatulame, Cogotí, Combarbalá y Pama tienen un régimen nival con influencia pluvial en la parte baja de la cuenca: los mayores caudales se presentan entre octubre y diciembre, debido a los importantes aportes nivales, salvo en la estación Guatulame en el Tome, ubicada en la desembocadura del río homónimo en el embalse La Paloma, que muestra importantes caudales tanto en invierno y primavera. El período de estiaje es común a toda la subcuenca y ocurre en el trimestre dado por los meses de marzo, abril y mayo.: 62 

Curvas de variación estacional
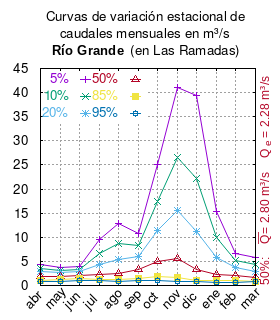
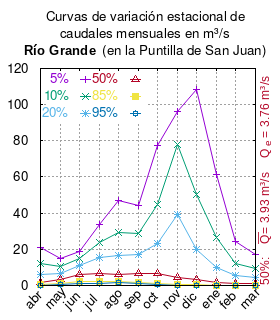
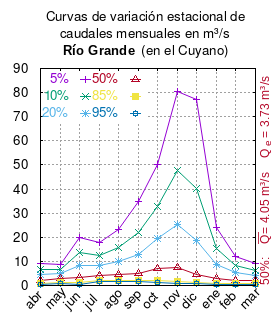

El caudal del río (en un lugar fijo) varía en el tiempo, por lo que existen varias formas de representarlo. Una de ellas son las curvas de variación estacional que, tras largos periodos de mediciones, predicen estadísticamente el caudal mínimo que lleva el río con una probabilidad dada, llamada probabilidad de excedencia. La curva de color rojo ocre (con {\displaystyle {\color {Red}\vartriangle }}) muestra los caudales mensuales con probabilidad de excedencia de un 50%. Esto quiere decir que ese mes se han medido igual cantidad de caudales mayores que caudales menores a esa cantidad. Eso es la mediana (estadística), que se denota Qe, de la serie de caudales de ese mes. La media (estadística) es el promedio matemático de los caudales de ese mes y se denota {\displaystyle {\overline {Q}}}. 
Una vez calculados para cada mes, ambos valores son calculados para todo el año y pueden ser leídos en la columna vertical al lado derecho del diagrama. El significado de la probabilidad de excedencia del 5% es que, estadísticamente, el caudal es mayor solo una vez cada 20 años, el de 10% una vez cada 10 años, el de 20% una vez cada 5 años, el de 85% quince veces cada 16 años y la de 95% diecisiete veces cada 18 años. Dicho de otra forma, el 5% es el caudal de años extremadamente lluviosos, el 95% es el caudal de años extremadamente secos. De la estación de las crecidas puede deducirse si el caudal depende de las lluvias (mayo-julio) o del derretimiento de las nieves (septiembre-enero).

## Historia
Francisco Solano Asta-Buruaga y Cienfuegos escribió en 1899 en su obra póstuma Diccionario Geográfico de la República de Chile sobre el río:
Rio Grande.-—Corriente de agua mediana del departamento de Ovalle que tiene su principal cabecera en el cerro del Cocinero, junto al boquete de Calderón. De allí corre con el nombre de río Atascadero en dirección al NO. con una pendiente rápida de 6,6 por 100 entre hocinos y estrechuras de las ramificaciones occidentales de esa cordillera hasta confluir con el Guatulame y de aquí juntos con el río de Hurtado ó Guamalata al E. de la ciudad de Ovalle formando entonces el río Limari. Recibe por su derecha los riachuelos llamados Río Turbio, Agua Amarilla y Rapel, y por la izquierda ó margen del S. el río de Guatulame; véase. Lleva ordinariamente corto caudal, pues la denominación de Río Grande le viene por contraposición al volumen más reducido de sus tributarios, aunque en raros temporales fuertes en los Andes ofrece grandes avenidas. Cerca de la línea de las nieves, entre sus primeras fuentes y las del Río Turbio, se encuentran considerables masas de precioso lapizlázuli, rodeadas de granito y vetas de hierro que fueron descubiertas en 1850, pero que por el dificil acceso á esos parajes en poco las aprovecha todavía la industria. Hacia su parte superior se halla un pequeño caserío de su nombre.

## Población, economía y ecología
En 2023 , la Municipalidad de Monte Patria inició los trámites para declarar como humedal urbano al río Grande, en las localidades de El Tayán, La Cisterna, Vado Hondo, El Peral de Tulahuén, Chañaral de Carén, Carén, Semita y Monte Patria, con el objeto de proteger la diversidad de plantas y animales asociados al río, los cuales dependen directamente de la existencia del humedal para su supervivencia. El sector protegido abarcará dos tramos, el primero se extiende por 3 km desde la desembocadura del río hasta el embalse La Paloma y el segundo de 20 kilómetros, entre El Tayán de Tulahuén hasta el puente de Semita.